# WVKR-FM
WVKR-FM (radio indipendente) è una stazione radiofonica universitaria di proprietà e principalmente composta da studenti del Vassar College di Poughkeepsie, New York. La stazione trasmette su 91,3 MHz a 3,700 watt ERP da una torre a Milton, New York con un segnale direzionale verso sud. La stazione trasmette anche sul web all'indirizzo www.wvkr.org.

## Storia

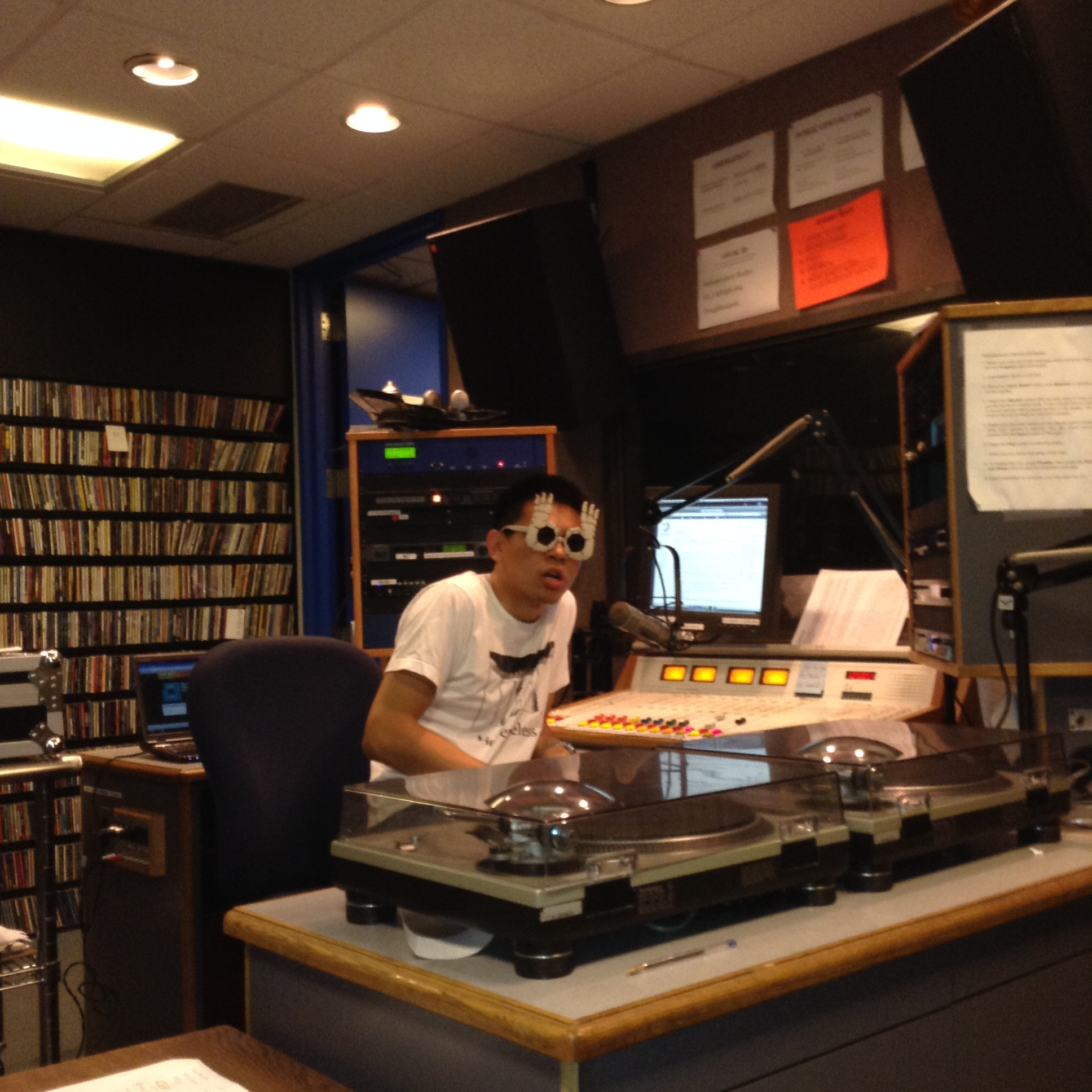
The WVKR studio nel 2013

Quando il Vassar College divenne un istituto di co-educazione nel 1969, la scuola iniziò a progettare il lancio di una stazione radio del campus per servire sia il campus che le comunità vicine. Inizialmente, la scuola prevedeva di richiedere una licenza a bassa potenza, ma i piani cambiarono presto in licenza a piena potenza quando il sito della torre di WEOK-FM fu donato al Vassar College dopo la costruzione di una nuova torre sulla Marlboro Mountain. Nel dicembre del 1971 WVKR ha effettuato una prima prova, l'inizio delle trasmissioni complete iniziarono dopo gli aggiornamenti alla torre, avvenuti nel marzo 1972.
Per tutta la sua esistenza, WVKR è stata una stazione principalmente gestita da studenti con uno staff principale di volontari della comunità che gestiscono alcuni programmi sulla stazione. La programmazione chiave sulla stazione include blues, jazz, hip hop, vintage rock, polka, world music, classica, cajun / zydeco, talk e indie rock. Uno dei programmi più longevi della stazione, "Pete Clark's Orphanage of Rock and Roll", è caratterizzato da rare rock e pop degli anni '60 '70 e '80. È stato trasmesso il venerdì pomeriggio dalle 15 alle 17 per quasi vent'anni.
Dalla fine degli anni '80, Doug Price e il suo Friday night Blues After Hours sono stati conosciuti e amati dai fan del blues in tutta la contea di Dutchess. WVKR trasmette anche la sua trasmissione su Internet, accessibile attraverso il suo sito Web, in modo da servire non solo il Vassar College e le comunità della Hudson Valley, ma anche chiunque altro al mondo scelga di ascoltare il webcast.
Attraverso la sua storia, WVKR ha avuto diversi DJ degni di nota che hanno avuto un ulteriore successo nel campo della musica, tra cui:
- Pete Clark (grande DJ commerciale e programmatore, attualmente sta anche facendo uno show domenicale al WPDH)
- Mark Ronson (DJ, musicista e produttore)
- DJ Ayres (noto Club DJ)
- John Conway (membro del The Bravery)
- DJ Mr. Vince (DJ / co-conduttore del programma radiofonico internazionale "Full Throttle Radio World Wide" ospitato da Fatman Scoop & Mixshow DJ su 96.1FM WPKF)